# Dactylopteridae

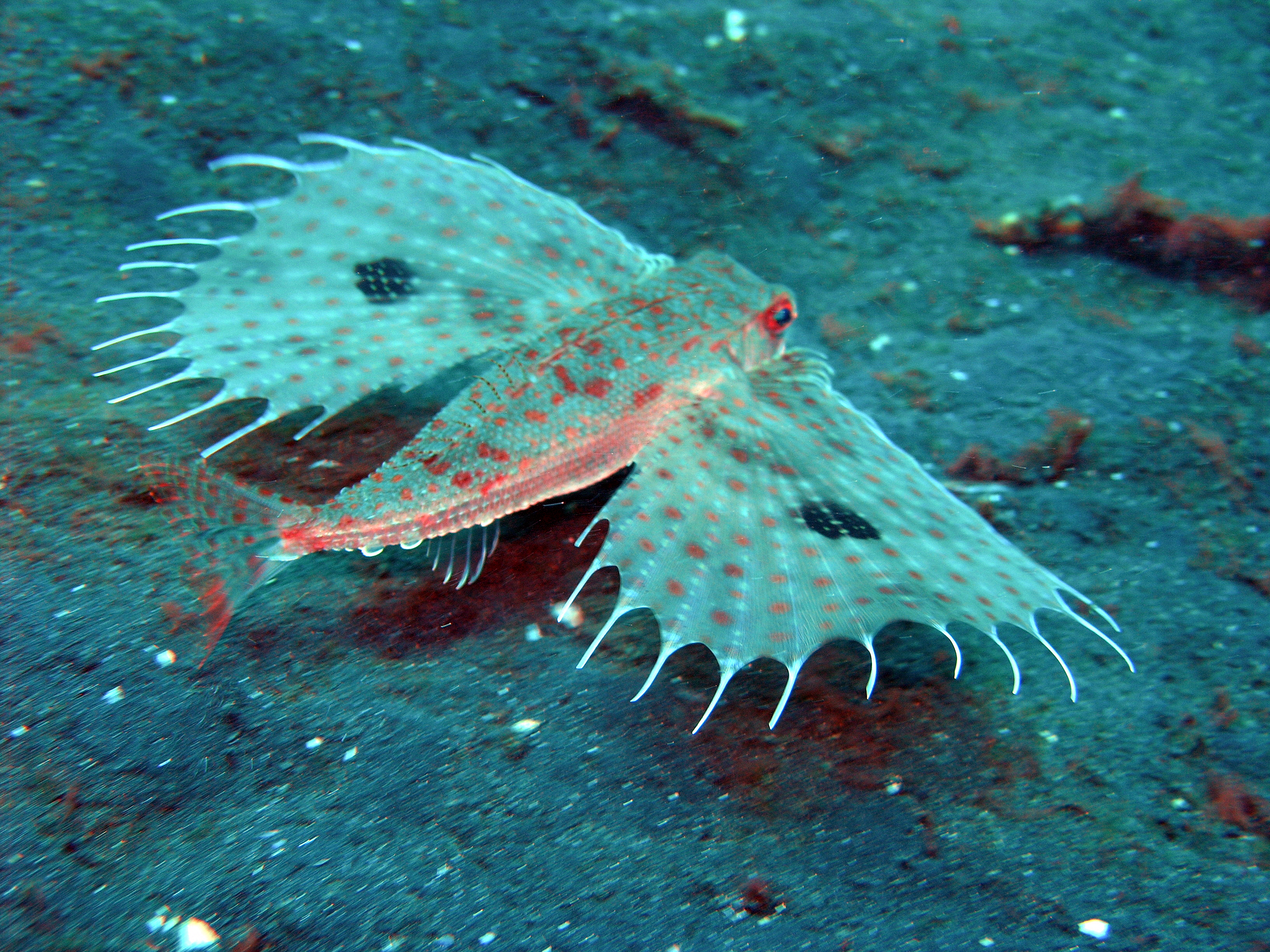
Dactyloptena orientalis

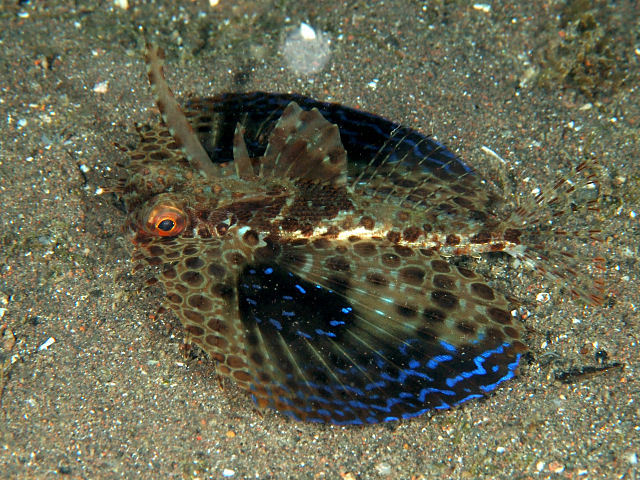
Dactyloptena gilberti

I Dactylopteridae sono una famiglia di pesci ossei marini appartenenti all'ordine Scorpaeniformes.

## Distribuzione e habitat
La famiglia è diffusa nell'Indo-Pacifico e nell'Oceano Atlantico limitatamente alle regioni tropicali. Nel mar Mediterraneo è presente la specie Dactylopterus volitans.
Vivono su fondi sabbiosi a bassa profondità.

## Descrizione
Questi pesci hanno un aspetto caratteristico che ricorda quello delle gallinelle, a cui sono imperentati in maniera piuttosto lontana. La testa è grande e di forma grossolanamente quadrata se vista dall'alto; non c'è o è appena accennato il muso sporgente tipico delle gallinelle. Le ossa craniche sono robuste e ricoprono la testa come un elmetto, presentano due prolungamenti spiniformi nella regione scapolare (spine scapolari). Sulla testa sono presenti creste ossee e tubercoli che la rendono scabra. Alla base della pinna caudale, sul peduncolo caudale sono presenti due creste ossee orizzontali parallele. La bocca è di piccole dimensioni, dotata di piccoli denti. L'opercolo (o meglio il preopercolo) porta una spina lunga e robusta. Le scaglie sono dure e ricordano un'armatura. Le pinne pettorali sono molto ampie, disposte orizzontalmente e simili ad ali, di colori vivaci; i raggi più interni sono liberi. Le pinne ventrali sono inserite sotto l'origine delle pettorali. Le pinne dorsali sono due, la prima con raggi spinosi (i primi due sono liberi) e la seconda con raggi molli. La pinna caudale è arrotondata o tronca, mai biloba. La linea laterale manca.
Sono pesci di taglia medio piccola, Dactylopterus volitans è la specie più grande con 50 cm di lunghezza massima.

## Biologia
I Dactylopteridae sono in grado di emettere suoni sfregando le ossa mandibolari. Similmente alle gallinelle sono in grado di "camminare" sul fondale utilizzando le pinne ventrali e i raggi liberi delle pettorali. Durante questi spostamenti tengono le pinne pettorali spiegate.

### Alimentazione
Si cibano di invertebrati bentonici che scovano nella sabbia.

## Tassonomia
Sono stati a lungo considerati facenti parte di un ordine a sé stante (Dactylopteriformes).
I dattilotteroidi sono conosciuti almeno dall'Eocene medio (circa 50 milioni di anni fa), con il genere Pterygocephalus di Monte Bolca.

## Specie
- Genere Dactyloptena Jordan & Richardson, 1908
  - Dactyloptena gilberti
  - Dactyloptena macracantha
  - Dactyloptena orientalis
  - Dactyloptena papilio
  - Dactyloptena peterseni
  - Dactyloptena tiltoni
- Genere Dactylopterus Lacepède, 1801
  - Dactylopterus volitans[3]